# Allders
Allders was een onafhankelijke warenhuisketen in het Verenigd Koninkrijk. De oorspronkelijke winkel werd in 1862 in Croydon opgericht door Joshua Allder. In de tweede helft van de 20e eeuw groeide dit moederbedrijf uit tot een keten van warenhuizen in Engeland en Wales. Aan het begin van het millennium was de vlaggenschipwinkel in Croydon het op twee na grootste warenhuis in het Verenigd Koninkrijk. De keten werd opgesplitst en verkocht nadat deze in 2005 failliet ging, hoewel de winkel in Croydon tot 2012 openbleef nadat deze was gekocht door Harold Tillman, de toenmalige eigenaar van het kledingbedrijf Jaeger. Op 17 januari 2003 sloot het bedrijf de winkel en de website, en hield het merk op te bestaan. In 2018 werd het merk opnieuw gelanceerd met een warenhuis in het voormalige Co-op Department Store in het Paisley Centre in Paisley.

## Geschiedenis
Allders werd in 1862 geopend op North End 102 en 103 in Croydon, als een "linnen- en zijdehandelaar". De oprichter was Joshua Allder (1838-1904) uit Walworth. De winkel bood een divers assortiment, hetgeen getuigde van een scherpzinnigheid in het zakendoen en van begrip voor zijn voornamelijk vrouwelijke klanten. 
Croydon was een groeiende stad en Allders bedrijf groeide mee. In 1870 breidde de winkel zich uit naar North End 104, 106 en 107. Om nummer 105 over te nemen moest hij ongeveer 20 jaar wachten. De rijkdom die Allder vergaarde, stelde hem in staat een prominente rol te spelen in de lokale gemeenschap, in de lokale gezondheidsraad, in de raad van het district Croydon gedurende negen jaar, en in de non-conformistische kerkgemeenschap. Hij zette zich in voor meer rechten voor zijn werknemers en speelde een belangrijke rol bij het besluit om lokale winkels op woensdag een halve dag te laten sluiten. Allder overleed in 1904 en liet een winkel na die zich niet alleen had uitgebreid met kleding en fournituren, maar ook met de verkoop van glas en porselein, naast andere artikelen.

## Groei
In 1908 verkocht de familie Allders de zaak aan J.W. Holdron en F.C. Bearman, eigenaren van winkels in respectievelijk Balham en Leytonstone. Ze breidden de winkel uit tot 50 afdelingen met 500 medewerkers en bleven eigenaar van de zaak tot 1921. Vervolgens ging het over naar de familie Lawrence, onder wiens leiding het een besloten vennootschap werd.
In 1926 werd de beroemde gevel aan North End opgetrokken, waardoor er voor het eerst een eenheid ontstond in het pand in Croydon. In 1932 werd een arcade tussen North End en George Street voltooid, wat een zeer populaire toevoeging aan de winkel bleek te zijn. In hetzelfde jaar werd een uitbreiding van het restaurant geopend.
Het gebouw raakte tijdens de Tweede Wereldoorlog zwaar beschadigd, maar is nooit gesloten. Verbeteringen in de jaren 1950 omvatten de overname van een bioscoopzaal als afdeling voor geschenken en de installatie van Croydon's eerste roltrappen, gebouwd door J & E Hall, in 1954. In 1958 werd de familie Lawrence gedwongen het warenhuis te verkopen vanwege de successierechten die moesten worden betaald na het overlijden van algemeen directeur Daniel Arthur Lawrence. De winkel werd overgenomen door United Drapery Stores (UDS) van Jack en Bernard Lyons, die ook eigenaar waren van Richard Shops, John Collier, Alexandre Tailors en verschillende warenhuizen. De zoon van D.A. Lawrence, S. John Lawrence, werd door UDS aangehouden als algemeen directeur. Allders bleef groeien en bereikte in 1958 een omzet van £1 miljoen en in 1963 van £3 miljoen. Het belang van mode nam af, huishoudelijke artikelen kregen een grotere rol.
In de jaren 1960 vonden er grote veranderingen plaats in Croydon, met name de bouw van het Whitgift Centre ten noorden van Allders, waar de winkel werd uitgebreid, en de aanleg van de wijk St George's Walk. Veranderingen in het transport en de levensstijl zorgden voor meer concurrentie met de West End. Er waren verdere verbeteringen nodig om de winkel te moderniseren. Het gedeelte aan George Street werd herbouwd en uitgebreid, waarbij de Victoriaanse voorgevel behouden bleef, naast een nieuwe aanbouw. De herbouwwerkzaamheden aan Dingwall Avenue gingen door en in 1976 telde Allders 1.700 medewerkers en een oppervlakte van 46.000 m². Het was een herkenningspunt in Croydon en werd het op twee na grootste warenhuis in het Verenigd Koninkrijk, na Harrods en Selfridges. Het bedrijf had onder andere de grootste tapijtafdeling van Europa. Croydon was in die tijd een groot winkelcentrum.
De directe concurrent van Allders, Kennards, werd in 1973 omgedoopt tot Debenhams, net als veel andere Debenhams-winkels. Om te kunnen concurreren met de centrale inkoop en reclame van Debenhams en andere grotere groepen, werden de warenhuizen die eigendom waren van UDS geleidelijk allemaal omgedoopt tot Allders.  Dit proces begon in 1979 met Shinners uit Sutton en later met Hinds uit Eltham, Medhursts uit Bromley, James Page uit Camberley, Mackross uit Cardiff, Willis Ludlow uit Hull en Landport Drapery Bazaar (LDB) in Portsmouth. Alleen Arding & Hobbs in Clapham Junction in Londen en de meubelwinkel Clover in Kirkstall in Leeds behielden hun oorspronkelijke identiteit. Een nieuw geometrisch logo met tien oranje 'A's in een cirkel op bruin en crèmekleurig briefpapier, tassen en tapijt verscheen overal binnen de warenhuisgroep, samen met de zin "All that a great store should be".

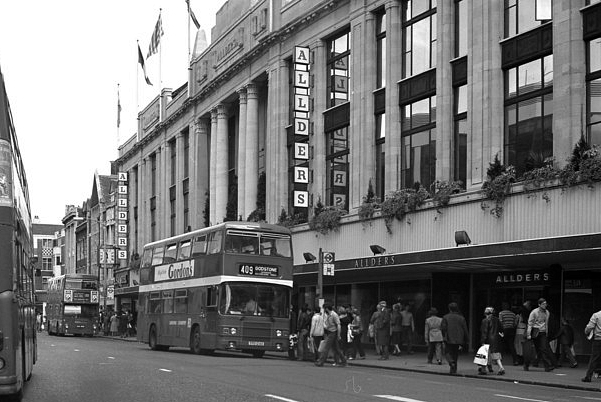
Allers in 1983

In 1983 verkocht de familie Lyons de UDS Group aan Hanson plc en Allders werd het vlaggenschip van de groep. Lord Hanson verscheen zelfs op Allders' dak in tv-reclames. Allders breidde uit met nieuwe winkels in Basildon en Chatham en op veel internationale luchthavens als belastingvrije winkels. Op het dak van de winkel in Croydon werd een nieuwe 'vierde verdieping' gebouwd, waar een nieuwe audio- en televisieafdeling en twee nieuwe restaurants kwamen. Ook was er een verbinding met de personeelsruimtes van London House aan Dingwall Avenue. De bruine, crèmekleurige en oranje kleurstelling van de groep werd vervangen door een kleurenschema met lichtblauwe en gouden letters op een donkerblauwe achtergrond.
In 1989 werd de internationale tak door een management buy-out afgesplitst als een apart bedrijf. Er was nog steeds onrust in Croydon vanwege de complete renovatie van het Whitgift Centre en delen van de winkel. De grote tapijtafdeling verhuisde naar een dependance, waardoor er in het midden van de begane grond een nieuwe hal voor parfumerie en cosmetica kon worden gecreëerd. Een nieuwe Allders-winkel van 12.700 m² werd in 1992 in Woking geopend. Allders plc werd in 1993 naar de beurs gebracht.
De groei van de groep versnelde snel na de beursgang, waarbij bestaande winkels werden overgenomen en nieuwe winkels werden gebouwd. Dit begon met de overname van het huurcontract van Co-op in Nottingham voor de winkel in het Broad Marsh Centre en de ontwikkeling van een keten van zelfstandige woonwinkels. De opening van een tweede Clover-winkel in Rotherham werd opgevolgd door de ontwikkeling van "At Home with Allders", een concept voor nieuwe winkels in winkelcentra buiten de stad. De eerste winkel werd in 1994 geopend in Aylesford in Kent. De Clover-winkels kregen allebei een nieuwe naam.
In september 1996 kocht Allders een aantal warenhuizen van de Owen Owen-groep, die onder de merknamen Lewis's en Owen Owen opereerden. Hieronder vielen vestigingen in Basingstoke, Coventry, Ilford, Leeds, Oxford, Redditch en Slough.
In 1997 nam Allders het failliete meubelmerk Maples en zeven van de verkooppunten over. Deze winkels werden geïntegreerd in het Allders At Home-portfolio en brachten het merk naar locaties in de stadscentra van Bromley, Chelmsford, Crawley, Kingston upon Thames, Reading, Sutton Coldfield en Watford. De vestiging in Bromley, die een directe concurrent was van de belangrijkste winkel in de stad, Allders, werd al snel verkocht. De winkel in Kingston, die een assortiment had dat uitsluitend bestond uit meubels, bedden en tapijten, had moeite om te concurreren met Bentalls en John Lewis. Deze concurrentie in de stad en het feit dat de voorgevel van de winkel enige tijd niet te zien was vanwege werkzaamheden aan de Kingston Bridge, leidden ertoe dat de winkel binnen twee jaar sloot. Later werd in het voormalige C&A-gebouw een tweede winkel in Kingston geopend, met een breder assortiment aan huishoudelijke artikelen.

## Neergang

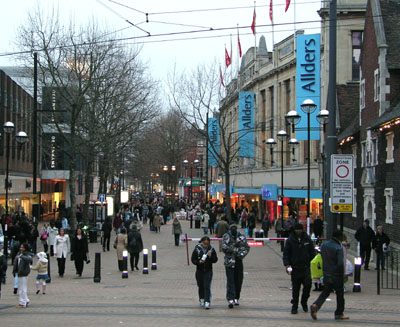
Allders op North End in 2005

De aandelen van Allders kelderden in 1998 na tegenvallende verkopen en problemen bij de integratie van de meubelgroep Maples. Desondanks zette het bedrijf zijn expansiebeleid voort en verwierf het in 2000 de panden van de voormalige C&A-winkels in Guildford, Kingston upon Thames, Leicester, Sheffield (Meadowhall) en York en later het grote C&A-gebouw aan de zuidkant van Oxford Street in Londen. De handelsnaam "At Home with Allders" werd vervangen door "Allders At Home" toen een aantal C&A-winkels werden omgebouwd tot uitgebreide woonwinkels. Er bleven echter problemen bestaan. In Croydon waren er plannen om een nieuw winkelcentrum, Park Place, te bouwen op de locatie van de winkel en een groot deel van het gebied ten zuiden daarvan. Tegenover het stadhuis zou een nieuw Allders-gebouw worden gebouwd. Partner van de gemeenteraad van Croydon bij dit plan was projectontwikkelaar Minerva plc. Eind 2002 maakte Minerva deel uit van een nieuwe groep genaamd Scarlett Retail, vernoemd naar de dochter van Terry Green. Deze groep deed een bod op Allders, samen met de investeringsbank Lehman Brothers en een managementteam met onder meer Terry Green, de voormalige CEO van Debenhams en BHS.
Sommigen waren destijds van mening dat Scarlett's bod gebaseerd was op Minerva's intentie om het terrein van Allders te verwerven voor het Park Place-project, om het perceel vervolgens te verkopen aan een andere detailhandelaar, waarschijnlijk John Lewis. Velen vonden het bod te hoog. Desondanks betaalde Scarlett Tom Hunter een hogere prijs en begin 2003 kochten ze het bedrijf voor ongeveer £162 miljoen. Green werd CEO en begon met een grondige hervorming van het imago van Allders. Er werd beweerd dat een deel van de traditionele huishoudelijke artikelen, fournituren en kleding voor vrouwen van middelbare leeftijd met een gemiddeld inkomen werd teruggebracht en dat er nadruk werd gelegd op jonge mode en schoonheidsproducten, hoewel dit door Terry Green werd ontkend. 

## Faillissement, 2004–2005
In september 2004 maakte Minerva bekend dat Allders een verlies van £ 22,6 miljoen had geleden over het jaar tot en met 30 juni 2004 als gevolg van de snelheid van de transformatie van de onderneming. In december 2004 werd aangekondigd dat het bedrijf te koop stond. Er was aanvankelijk enige belangstelling dat Primark een aantal winkels zou overnemen maar niemand was geïnteresseerd om het bedrijf als geheel over te nemen. Op 26 januari 2005 werd Allders onder curatele gesteld. Er bleek een pensioentekort van £15 miljoen te zijn. 130 medewerkers van het hoofdkantoor in Croydon werden ontslagen, waaronder Green en andere senior managers. Een winkel in aanbouw in het Drake Circus Shopping Centre in Plymouth werd nooit geopend en werd bij de opening van het centrum in oktober 2005 gesplitst in winkels voor Next en Primark.
Kroll, de curator, zocht naar kopers voor de keten of voor individuele winkels. Van de 50 winkels van Allders kregen er slechts 35 een bod van onder meer de concurrerende winkelketens House of Fraser, BHS, Debenhams en Primark. De tien overgebleven winkels, waaronder de vestiging aan Oxford Street, begonnen op 5 februari met de opheffingsverkoop en waren al vanaf maart 2005 gesloten. In mei 2005 waren alle winkels gesloten, waarbij de vestiging in Leeds de laatste was die op 22 mei 2005 sloot. Enige uitzondering was de vestiging in Croydon. 

## Winkel in Croydon, 2005–2013
In mei 2005 werd aangekondigd dat de eigenaren van Jaeger de vlaggenschipwinkel in Croydon zouden overnemen en dat deze verder zou gaan onder de naam Allders. In het eerste jaar van de operatie zorgde de nieuwe directeur, Andrew MacKenzie, voor een kentering in het bedrijf en voorspelde een brutowinst van £ 1 miljoen. Er werd flink geïnvesteerd om het publiek in Croydon terug te lokken naar de winkel. Het was de enige Allders-winkel die de crisis van 2005 overleefde.
In april 2006 werd aangekondigd dat Allders een verlenging van hun huurcontract tot en met 2008 had veiliggesteld. Het perceel en de winkel die Allders huurde, hadden regelmatige ontbindingsclausules ten gunste van de 'virtuele vrije erfpachter' die 250 jaar lang in handen was van dochterondernemingen van Minerva plc. Het eigendomsbelang was in handen van de Whitgift Foundation. De ontwikkelingsplannen van Minerva voor een winkelcentrum van 108.000 m² werden gecompliceerd door de onzekerheid over de huur en de concurrentie van het nieuwe Westfield-project van 161.500 m² in White City en het winkelproject van 121.000 m² in Bluewater, ten oosten van Londen.
In december 2011 werd Allders-directeur Max Menon benoemd tot nieuwe voorzitter van Croydon Business Improvement District. 
Op 15 juni 2012 werd Allders in Croydon onder curatele gesteld. De schuld werd destijds gegeven aan de ‘moeilijke marktomstandigheden in de detailhandel’. De curatoren Duff & Phelps slaagden er niet in een nieuwe investeerder te vinden en Allders sloot uiteindelijk na de laatste handelsdag op 22 september 2012. De krant Scotland on Sunday meldde dat Metis, een in Glasgow gevestigd bedrijf voor intellectueel eigendom, merken van Allders wilde verkopen. Naast de naam Allders wilden de beheerders ook de meubelmerken Maples en Waring & Gillow kopen. Allders staakte haar activiteiten op 17 januari 2013. Later dat jaar werd het gebouw in Croydon heropend als "Croydon Village Outlet". 
In juli 2019 nam de gemeenteraad van Croydon het terrein in bezit als onderdeel van de voorgestelde herontwikkeling van de winkelcentra Centrale en het Whitgift Centre. De winkels in de Village Outlet moesten verhuizen of helemaal sluiten.
In 2018 kocht Allders de rechten op het Co-op Department Store in Paisley in het Paisley Centre en opende een warenhuis met drie verdiepingen.
In mei 2021 werd door Allders aangekondigd dat de Paisley Store zou sluiten en dat er een uitverkoop zou beginnen, die in juli 2021 zou sluiten 

## Voormalige locaties

### Warenhuizen
- Basildon (geopend in 1985; daarna Debenhams)
- Basingstoke (voormalig Owen Owen)
- Bromley, High Street 162 (voorheen Medhursts / F Medhurst)
- Camberley (voorheen Pages / James Page)
- Cardiff (voorheen Mackross; site herontwikkeld als Queens Arcade)
- Chatham (geopend November 1979; werd Debenhams)
- Clapham Junction (voorheen Arding & Hobbs; gebouw verdeeld en vervolgens bezet door Debenhams en TK Maxx)
- Coventry (voormalig Owen Owen)
- Croydon (vlaggenschipwinkel, open tot september 2012)
- Eltham (voorheen Hinds)
- Horsham (later Beales, 2006-2019)
- Hull (voorheen Willis Ludlow / Willis Brothers)
- Ilford (voormalig Owen Owen, daarna Debenhams)
- Ipswich (voormalig Owen Owen; werd T J Hughes)
- Lakeside (voormalig Bentalls)
- Leeds (voormalig Lewis's)
- Leicester (voormalig C&A)
- London, Oxford Street (voormalige C&A vlaggenschipwinkel; oorspronkelijk GamagesNottingham (voormalig warenhuis Nottingham Co-operative Society)
- Oxford (geopend in 1996; oorspronkelijk G.R. Cooper, gekocht door Selfridges in 1966. In 1973 werd de oorspronkelijke winkel gesloopt als onderdeel van Westgate ontwikkeling en vervangen door een nieuwe winkel. In 1989 werd de winkel hernoemd tot Lewis's)
- Portsmouth (voorheen Landport Drapery Bazaar; werd Debenhams)
- Redditch (voormalig Owen Owen)
- Romford (werd Boundary Mill Stores)
- Slough (voormalig Owen Owen; oorspronkelijk Suters; werd Debenhams)
- Southport
- Sutton,  High Street (voorheen Shinners; gesloten in 1992 bij verhuizing naar het St Nicholas Shopping Centre)
- Sutton, St Nicholas Shopping Centre (geopend in 1992 bij verhuizing van High Street; werd Debenhams)
- Woking (geopend in 1992; werd Debenhams)

### Woonwinkels
- Aylesford (Allders at Home / At Home with Allders; werd BHS tot de sluiting in 2016)
- Bolton
- Bromley, High Street 44 (voormalig Maples)
- Broughton, Flintshire (geopend in 1999; werd BHS tot de sluiting in 2016)
- Chelmsford (voormalig Maples)
- Chichester (geopend in 1999; werd BHS tot de sluiting in 2016)
- Chineham
- Crawley (voormalig Maples, werd TKMaxx)
- Guildford (voormalig C&A)
- Handforth (werd BHS tot de sluiting in 2016)
- Kingston upon Thames, Clarence Street 2 (voorheen Maples)
- Kingston upon Thames, Eden Street 76 (voorheen C&A)
- Kirkstall (Allders at Home / At Home with Allders / Clover / Ludlows / Thrift Stores; werd BHS tot de sluiting in 2016, sindsdien gesloopt)
- Knaresborough (werd BHS tot de sluiting in 2016)
- Lincoln (werd BHS tot de sluiting in 2016)
- Northampton (werd BHS tot de sluiting in 2016)
- Reading
- Rotherham (At Home with Allders / Clover; gesloten bij de opening van de locatie Meadowhall)
- Sheffield, Meadowhall (Allders at Home; voormalig C&A)
- Slough, Clover (voormalige Grange meubelwinkel; geopend in 1981; gesloten in 1983)
- Southampton
- Sutton Coldfield (voormalig Maples)
- Thornaby-op-Tees
- Watford (voormalig Maples)
- York, Clifton Moor
- York, Coppergate (voorheen C&A)